# Gryzelda Konstancja Zamoyska

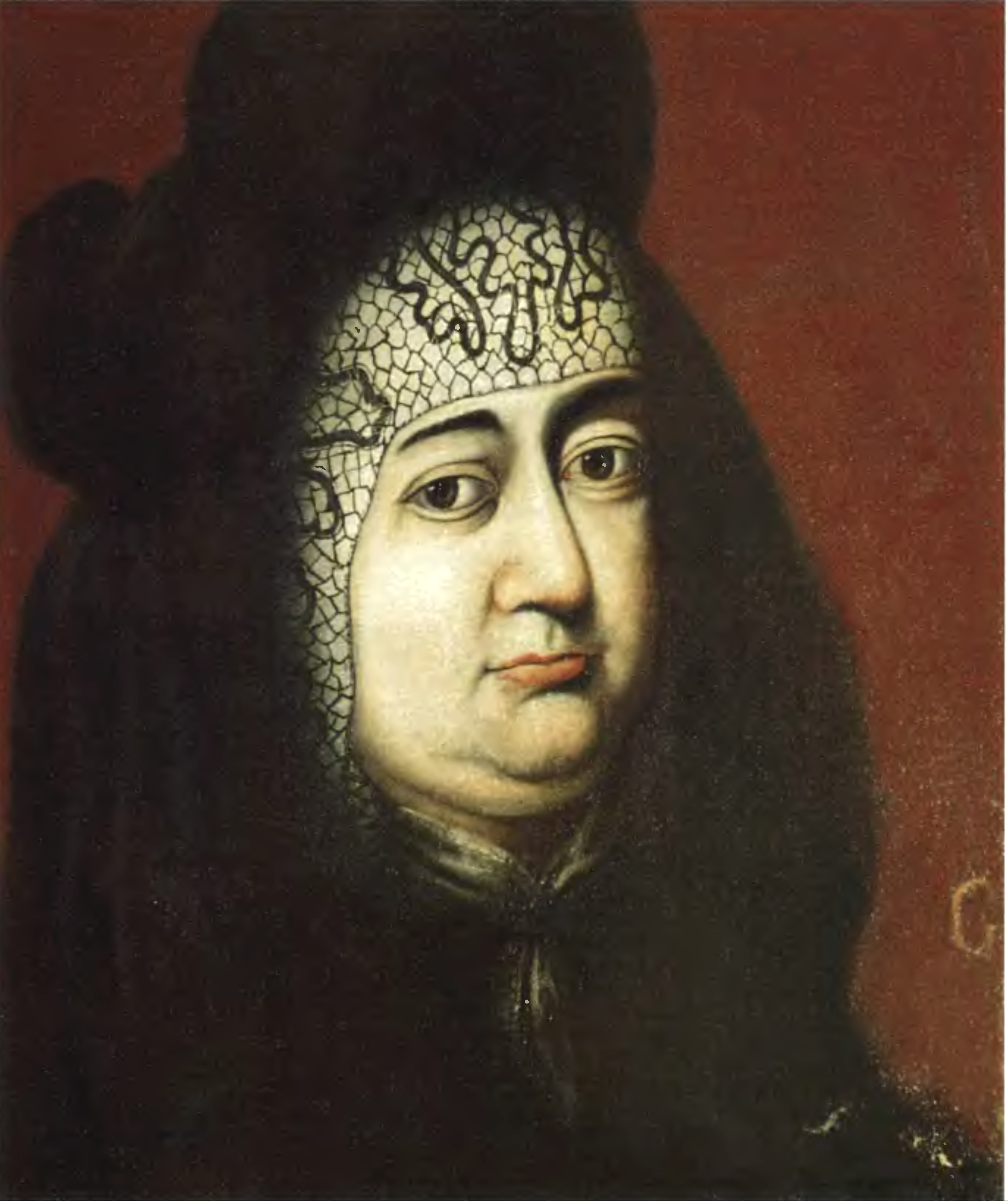
Gryzelda Wiśniowiecka, Gemälde aus den 1670er Jahren

Gryzelda Konstancja Wiśniowiecka geb. Zamoyska (geb. 27. April 1623 in Zamość; gest. 17. April 1672 ebendort) war eine polnische Adlige. Die Tochter von Tomasz Zamoyski war mit Jeremi Wiśniowiecki verheiratet. Ihr Sohn Michael Korybut Wiśniowiecki wurde König Polens.

## Leben

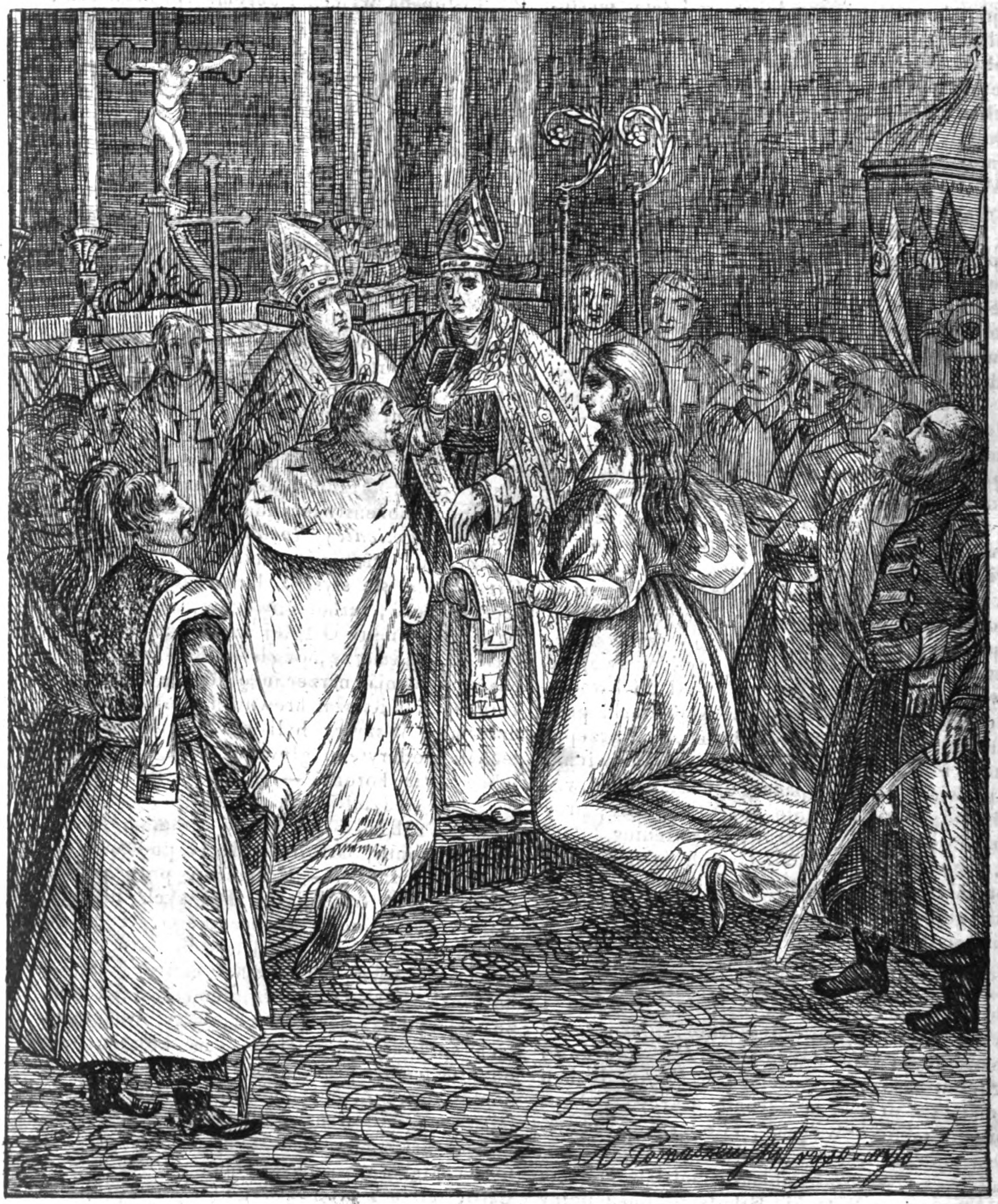
Die Angaben in diesem Stich von 1836 sind wahrscheinlich falsch. Die Hochzeit von Fürst Jeremi Wiśniowiecki mit Gryzelda Konstancja Zamoyska fand wahrscheinlich nicht am 1. Dezember 1637 in der Erzkathedrale von Lwiw statt.

Gryzelda war die erstgeborene Tochter von Tomasz Zamoyski, dem damaligen Woiwoden von Kiew, und Katarzyna, einer geborenen Ostrogski-Fürstin. Ihre Schwester Joanna Barbara Zamoyska wurde 1626 geboren. Ihr Bruder war Jan Sobiepan Zamoyski, der 1627 zur Welt kam. Sie wuchs hauptsächlich in Zamość auf, obwohl sie mit ihren Eltern viel in Polen herumreiste. Zusammen mit ihrem Bruder erhielt sie eine gründliche Ausbildung von Professoren der Zamoyski-Akademie.
Kurz nach dem Tod ihres Vaters am 8. Januar 1638 wurde sie mit Jeremi Michał Korybut, dem Herzog von Wiśniowiec und Łubnie, verlobt. Die wegen der Trauer bescheidene Verlobungszeremonie fand am 18. Februar 1638 statt. Die Hochzeit wurde wegen des Trauerjahrs für den Vater um ein Jahr verschoben. In der Zwischenzeit brach ihr Verlobter Jeremi Wiśniowiecki auf, um den Ostrjanyn-Aufstand der Kosaken niederzuschlagen. Zur Trauerfeier am ersten Jahrestag des Todes von Kanzler Zamoyski kehrte er nach Zamość zurück. Die Hochzeit fand am 27. Februar 1639 in der Kollegiatskirche in Zamość statt. (In einem Buch von 1836 stehen wahrscheinlich falsche Angaben. Die Hochzeit von Gryzelda und Jeremi Wiśniowiecki fand wahrscheinlich nicht am 1. Dezember 1637 in der Erzkathedrale von Lwów statt.) Als Mitgift erhielt Wiśniowiecki 200.000 Złoty in bar und Juwelen und 500.000 Złoty an Ländereien. Eine enorme Summe für die damalige Zeit. Im September desselben Jahres zog das junge Paar nach Biały Kamień.
Am 31. Juli 1640 wurde das einzige Kind des Paares geboren. Ihr Sohn Michael Korybut Wiśniowiecki wurde später König Polens. Wenige Monate nach seiner Geburt wurde das Kind in die Obhut seiner Großmutter Katarzyna in Zamość gegeben. Diese starb am 6. Oktober 1642. 
Zwischen 1639 und 1647 war die junge Herzogin hauptsächlich mit dem Familienleben beschäftigt. Sie kümmerte sich um die Finanzen und organisierte verschiedene Feiern: Beerdigungen, Hochzeiten und Empfänge. Die ersten Beerdigungen waren die der Herzöge Jerzy Wiśniowiecki und Konstanty Wiśniowiecki im Jahr 1641. Das Vermögen von Konstanty Wiśniowiecki fiel an ihren Mann Jeremi Wiśniowiecki. Gryzelda nahm die Töchter Barbara Katarzyna und Anna des 1636 verarmt gestorbenen Janusz Wiśniowiecki in ihre Obhut und kümmerte sich um sie, bis diese heirateten.
Gryzelda bemühte sich, die Zamoyski-Akademie vor dem Verfall zu retten. Gryzelda Wiśniowiecka liegt in der Johanneskathedrale in Warschau begraben.